# 克萊格府
55°55′23″N 3°13′41″W / 55.92306°N 3.22806°W

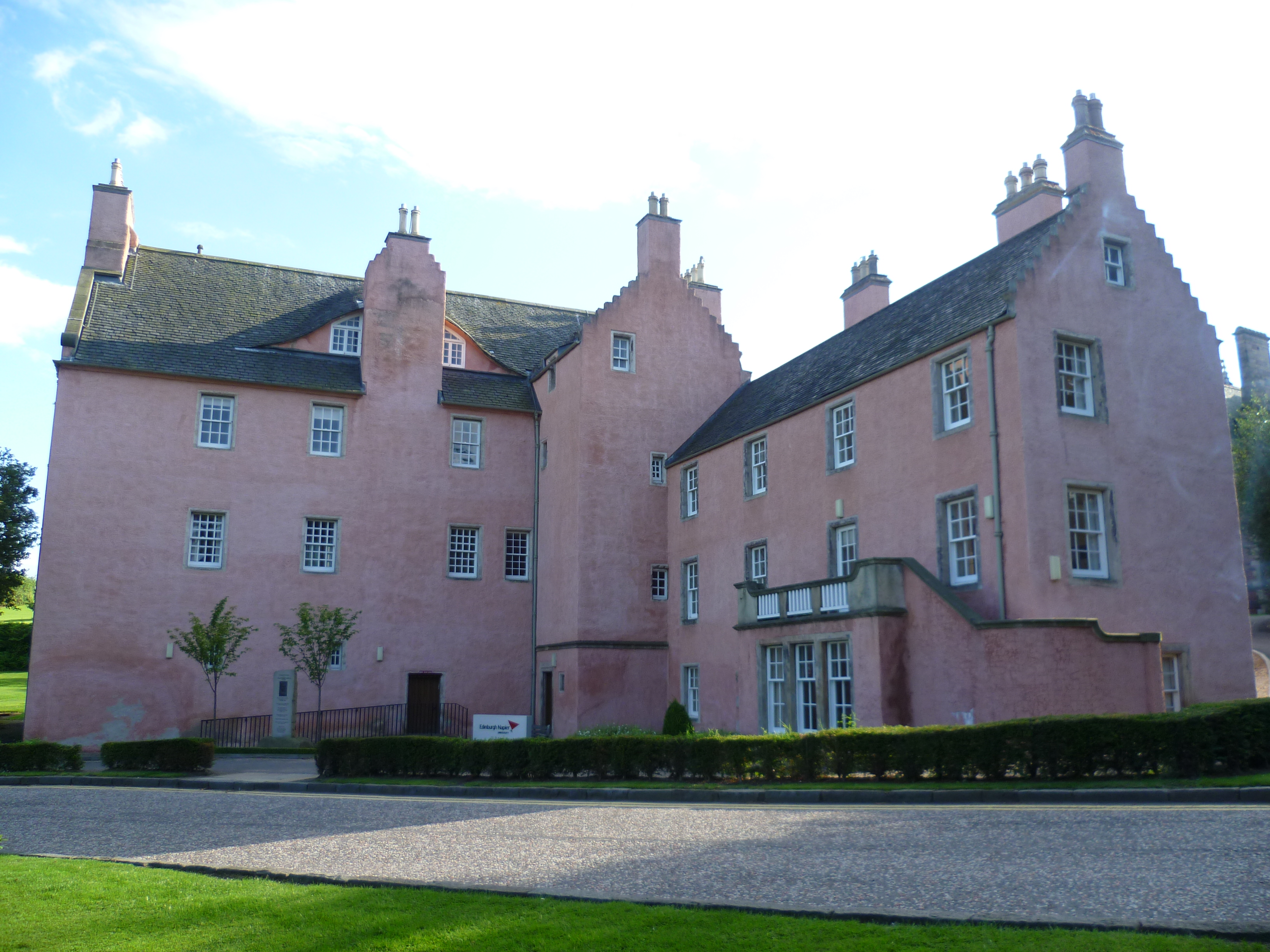
克萊格府，摄于2010年

克萊格府（Craig House）是位於英國蘇格蘭愛丁堡的一座歷史建築。舊克萊格府的歷史可以追溯至16世紀，現在的建築則修建於19世紀後期，修建之初是皇家愛丁堡醫院。現在克萊格府是愛丁堡納皮爾大學的校區。